# Karel Hynek
Karel Hynek (* 11. September 1925 in Prag, Tschechoslowakei; † 9. Januar 1953 in Prag) war ein tschechischer Dichter und Dramatiker des Surrealismus.

## Leben
Karel Hynek absolvierte die Wirtschaftsakademie und studierte anschließend kurzzeitig (1947) an der Journalistenfakultät der Politischen und Sozialen Universität. Er arbeitete zunächst in einer Versicherungsgesellschaft, später bei der Zentraldirektion der Staatsstände, auch als Lagerist. Kurz nach seinem Militärdienst wurde er wegen Tuberkulose vor Gericht gestellt. Hynks künstlerische Haltung wurde durch seine unkonventionellen Lebenswechsel und Mystifikationen ergänzt (z. B. hat die Erfahrung mit psychotropen Substanzen Tradition). Seit 1947 zusammen mit Karl Teig, Vratislav Effenberg, Josef Istler, Mikuláš Medek usw. nahm an kollektiven Aktivitäten teil (Diskussionen, fantasievolle Gruppenspiele, originelle Veröffentlichungsprojekte), die zur Erneuerung der surrealistischen Gruppe führten. Er pflegte inspirierende Kontakte zu Zbyňek Havlíček und zu später mit der Mitternachtsausgabe in Verbindung stehenden Autoren (Egon Bondy, Jana Krejcarová). Er starb an Urämie, aber aufgrund von Hynks Experimenten mit Arzneimitteln gibt es auch Spekulationen darüber, dass es sich bei den Umständen seines Todes um Selbstmord handeln könnte.
Er veröffentlichte nur gelegentlich Zeitschriften in Most, Mladá fronta, Blok, Mladý arší, Kotolická žena usw. Er beteiligte sich an den Samizdat-Anthologien Jewish Names (1949, Pseudonym Nathan Illinger) und Znameni zverokruh (1951); Im ursprünglichen surrealistischen Album Objekt 1 (1953) ist sein Werk bereits „in memoriam“ aufgeführt. Später wurden Hynks Texte in die Samizdat-Anthologien Poets and Loners (1984, Hrsg. O. Fibich, J. Brixi), Poets of aufgenommen the Prague Underground (1986, Hrsg. E. Bondy), Forms of Surrealism III (1989), Prague Surrealism (Hrsg. Vít Kolinger). Er veröffentlichte die Typoskriptsammlungen Grandma after the autopsy (1952), Inu, mládí je mladí (1951), The Icarian Games (1952) und Diary of a Little Lord (1952). Zu Hynks Lebzeiten blieben auch die dramatischen Texte, die er zusammen mit Vratislav Effenberger verfasste, offiziell unveröffentlicht: Jela tudy dáma (das einzige Exemplar im Samizdat, 1952), Svatební hosta, Poslední umře hlady und der sogenannte Pseudoroman Aby žíli. Einige seiner Werke entstanden auch in enger Zusammenarbeit mit Künstlern (das Stück Iss deine Nägel beiseite, inspiriert von den Bühnenbildern von Josef Istler, die einzige Kopie im Samisdat 1952).
Als aktiver Musiker stand er dem Jazz nahe, er schrieb Liedtexte, in denen er Motive aus seiner eigenen Poesie (The Beautiful Potter etc.) verwendete; Er beschäftigte sich auch mit Rezitation und Regie. Als Teil der von der surrealistischen Gruppe getippten und erweiterten Studienmaterialien und Dokumentationen bereitete Vratislav Effenberger das Werk von Karel Hynk (1954, 1981) vor, das zum Ausgangspunkt für die erste offizielle Buchausgabe Mit Ausschluss der Öffentlichkeit (1998) wurde. - in dem das dichterische, prosaische, liedhafte und journalistische Werk des Autors Effenbergs gleichnamige Studie, seine Pantomime „Gegen den Tod von Karel Hynk“ mit dem Titel Steinige die Propheten nicht sowie die gemeinsamen Texte von Hynk und Effenberg ergänzt. In den Jahren 1992–1994 wurde Hynks Werk ständig vom Naivné poétíké divadlo in Pilsen (unter der Leitung von Alena Dvořáková) dramatisiert.
Gelegentlich schrieb er Kurzgeschichten, Feuilletons und Artikel zum Thema Film, der Schwerpunkt von Hynks Werk liegt jedoch in surrealistisch orientierter Poesie, poetischer Prosa und grotesken Dramen. Von den anfänglichen impressionistischen Texten (Rozvláté dny) bis zu den traumhaften Versen (Asleep), insbesondere nach dem Krieg, tendiert sein Schreiben zu schwarzem Humor, Sarkasmus und lyrischen Wortspielen. Er thematisiert häufig sprachliche Mittel, den Akt des Sprechens, erstellt Wortchiffren und Quizfragen (Ikarische Spiele). Indem er Phrasen und Metaphern wörtlich nimmt, diskreditiert er nicht nur herkömmliche sprachliche Bedeutungen und literarische Praktiken, sondern ermöglicht ihm gleichzeitig, neue, authentische Inhalte auszudrücken, die sowohl die Ambivalenz der Liebesgefühle als auch die deprimierende Realität der 1940er Jahre widerspiegeln Anfang der 1950er Jahre. Ebenso aktualisiert es auch umfangreichere symbolische, semantisch eingefrorene Texte (Paraphrase „Oma nach der Autopsie“). Das Moment der Erzählung, das in Hynks poetischen Zyklen immer mehr oder weniger ausgeprägt ist, eröffnet dann Raum für eine gekonnte Stilisierung des Sprechers oder der Charaktere (Tagebuch eines kleinen Lords). Dabei bleibt das zentrale Motiv seiner Gedichte eine erotische Beziehung – die intimen Abenteuer von Hyneks Helden spielen sich in einer bedeutungsvollen Atmosphäre ab, in der spielerische Zärtlichkeit mit Zynismus konfrontiert wird, im Spannungsfeld zwischen jungenhaft unreifer, aber umso spontanerer, fleischlicher Liebe und sein grausames Ergebnis (Inu, mládí je mladí).

## Nachweise
1. 1 2 3 4 5  Karel Hynek. In: databazeknih.cz. Abgerufen am 2. Juni 2023.

| Personendaten    | Personendaten                |
| ---------------- | ---------------------------- |
| NAME             | Hynek, Karel                 |
| KURZBESCHREIBUNG | tschechischer Schriftsteller |
| GEBURTSDATUM     | 11. September 1925           |
| GEBURTSORT       | Prag, Tschechoslowakei       |
| STERBEDATUM      | 9. Januar 1953               |
| STERBEORT        | Prag, Tschechoslowakei       |